# Codex diplomaticus Lusatiae superioris
Codex diplomaticus Lusatiae superioris ist eine u. a. von Gustav Köhler und Richard Jecht im Auftrag der Oberlausitzischen Gesellschaft der Wissenschaften herausgegebene Urkundensammlung zur Geschichte des Markgrafentums Oberlausitz, deren erster Band 1856 in Görlitz erschienen ist. Der sechste und letzte Band mit den Urkunden aus der Zeit des böhmischen Königs Georg von Podiebrad wurde 1931 veröffentlicht.